# Олександрівська сільська рада (Миронівський район)
Олександрівська сільська рада — колишня адміністративно-територіальна одиниця і орган місцевого самоврядування у Миронівському районі Київської області з адміністративним центром у селі Олександрівка. У 2020 році увійшла до складу Миронівської громади.
Більшу частину свого існування рада входила до складу Миронівського району (у 1923–1931, 1935–1962 та 1965–2020 роках). Також у недовгі періоди рада входила до складу Пустовойтівської волості (до 1923 року), Богуславського району (у 1931–1935 роках) та Кагарлицького району (у 1962–1965 роках).
Загалом до ради входило лише село Олександрівка. Єдиним винятком був період часу з 1960 до 1966 року, коли до ради також входили села Вікторівка, Матвіївка і Фролівка.

## Історія
До 1923 року Олександрівська сільська рада входила до Пустовойтівської волості Богуславського (Канівського) повіту Київської губернії.
У 1923 році Олександрівська сільська рада увійшла до складу новоутвореного Миронівського району. Тоді до сільради входило лише село Олександрівка.
1931 року Миронівський район, включно із Олександрівською сільрадою, було приєднано до Богуславського району.
22 січня 1935 року сільрада увійшла до відновленого Миронівського району.
Станом на 1 вересня 1946 року єдиним населеним пунктом Олександрівської сільської ради залишалося село Олександрівка.
13 лютого 1960 року видано рішення виконавчого комітету Київської обласної ради депутатів трудящих № 83 «Про зміни в адміністративно-територіальному поділі», відповідно до якого:
- до Олександрівської сільради було приєднано Фролівську сільраду, до якої входили села Фролівка, Вікторівка і Матвіївка.[9]

1962 року Указом Президії Верховної Ради УРСР «Про укрупнення сільських районів Української РСР» на території Київської області ліквідовано 19 районів, у тому числі й Миронівський (Старченківський), усі сільські ради якого, включно із Олександрівською сільрадою, увійшли до складу Кагарлицького району.
1965 року Олександрівська сільська рада увійшла до вдруге відновленого Миронівського району
10 березня 1966 року рішенням виконавчого комітету Київської обласної ради депутатів трудящих №149 «Про адміністративно-територіальні зміни в окремих районах області»:
- утворено Вікторівську сільраду з центром в селі Вікторівка, якій підпорядковані села Матвіївка і Фролівка Олександрівської сільради.[9]

Отже, у складі сільради знову залишилося лише село Олександрівка.
12 червня 2020 року Олександрівську сільраду було включено до складу новосформованої Миронівської територіальної громади. 25 жовтня 2020 року пройшли вибори до нової Миронівської міської ради, що стала правонаступником Олександрівської сільради.

## Загальні відомості
Водоймища на території, підпорядкованій даній раді: річка Росава.

## Населені пункти
Сільській раді підпорядковані населені пункти:
- с. Олександрівка

## Склад ради
Рада складається з 14 депутатів та голови.

### Керівний склад ради
| ПІБ                             | Основні відомості                                                             | Дата обрання | Дата звільнення |
| ------------------------------- | ----------------------------------------------------------------------------- | ------------ | --------------- |
| Бакаленко Володимир Миколайович | Сільський голова, 1968 року народження, освіта, безпартійний                  | 26.03.2006   | 31.10.2010      |
| Синявський Вадим Олексійович    | Сільський голова, 1968 року народження, освіта незакінчена вища, безпартійний | 31.10.2010   |                 |

Примітка: таблиця складена за даними джерела